# Richard Dippold
Richard Dippold (* 4. Juni 1891 in Pirmasens; † 13. Februar 1963 ebenda) war ein deutscher Politiker (CDU).

## Leben
Dippold war Helfer in Steuersachen. Vor 1933 war Dippold Mitglied der BVP, nach dem Krieg gehörte er zu den Mitbegründern der CDU. 1946 bis 1951 war er Mitglied des Stadtrats Pirmasens und 1953 bis 1961 Beigeordneter der Stadt Pirmasens. Er war Gründungsmitglied der DJK (Deutsche Jugendkraft) Pirmasens. Vom 12. Juli 1950 bis zum 17. Mai 1951 gehörte er als Nachfolger des ausgeschiedenen Abgeordneten Julius Pieper dem Rheinland-Pfälzischen Landtag an. 

## Ehrungen
In seiner Heimatstadt wurde die Richard-Dippold-Straße im Winzler Viertel nach ihm benannt.